# Йондынпхо (станция метро)
«Йондынпхо» (кор. 영등포역) — наземная станция Сеульского метро на Первой (Линия Кёнбусон) (экспресс и локальная) линии. Кванмён ветка — участок Первой линии метро, где организовано челночное движение между станциями Йондынпхо и Кванмён. На станции установлены платформенные раздвижные двери.
Она представлена 5 платформами. Станция обслуживается Корейской национальной железнодорожной корпорацией (Korail). Расположена в квартале Йондынпхо-дон района Йондынпхогу города Сеул (Республика Корея).
На Первой линии поезда Кёнвон экспресс (GWː Gyeongwon) и Кёнкин экспресс (GI: Gyeongin), Кёнбусон красный экспресс (GB: Gyeongbu red express) (Чонан и Пыном) обслуживают станцию; Кёнбусон зелёный экспресс (SC: Gyeongbu green express) только в час пик в понедельник.
Пассажиропоток — на 1 линии 113 606 чел/день (на 2012 год), на пригородных линий 28 229 чел/день

## Соседние станции
| Предыдущая станция | Сеульский метрополитен | Сеульский метрополитен              | Сеульский метрополитен | Следующая станция |
| ------------------ | ---------------------- | ----------------------------------- | ---------------------- | ----------------- |
| Синил 1,0 км       |                        | Первая линия экспресс               |                        | Синдорим 1,5 км   |
| Синил 1,0 км       |                        | Первая линия локальная              |                        | Синдорим 1,5 км   |
| нет                |                        | Первая линия Кванмён ветка экспресс |                        | Синдорим 1,5 км   |